# Виноробство в Ліхтенштейні

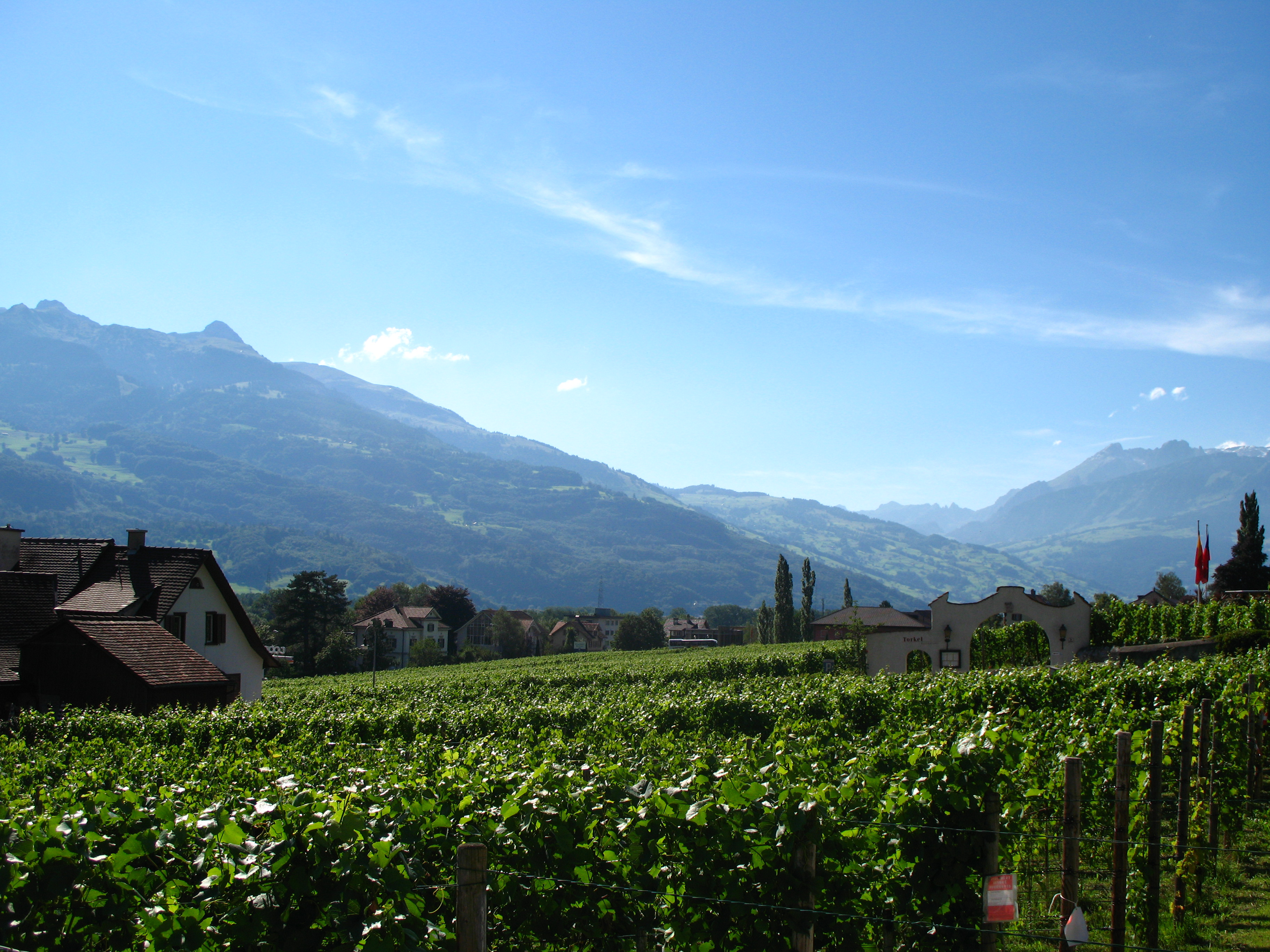
Виноградник біля Вадуца

Виноробство в Ліхтенштейні — у Князівстві Ліхтенштейн є виробництво вина. Клімат на гірських схилах південного сходу країни ідеально підходить для вирощування винограду. Так само цьому сприяють вапнякові ґрунти, гарячий сухий вітер влітку і в середньому 1500 сонячних годин на рік.
Незважаючи на крихітні розміри країни в Ліхтенштейні розташовуються більш сотні виноградників, що виробляють різноманітні червоні і білі вина. У князівстві прийняті європейські стандарти якості вина і міжнародні сертифікації «АОС».

## Історія
Історія виноградарства в регіоні нараховує близько 2000 років. Найпершими виробниками вина там були племена кельтів, які населяли ці місцевості в часи Римської імперії. Після її падіння регіон перейшов у володіння племен алеманів і виробництво вина практично припинилося. Зі збільшення ролі християнства в регіоні в IV столітті місцеві ченці стали заохочувати створення нових виноградників. За часів Карла Великого (742–814 рр.) більшість поселень та монастирів володіли власними виноградниками, що сильно збільшувало виробництво вина в усьому регіоні. Після спорудження замку Гутенберга потреба у вині ще більше зросла, і виробництво збільшилося до 3000 літрів вина на рік. Карл Великий сприяв цьому розвитку виноградарства в регіоні, зокрема він навіть намагався змінити сам спосіб виробництва. Одним з нововведень стало поліпшення гігієни під час пресування винограду — в приміщеннях стали ставиться спеціальні стани для миття ніг, але цей цілком розумний підхід був зустрінутий критикою.
Герцог Анрі де Роган (1579–1638 рр.) культивував сорт «піно нуар» і настійно рекомендував фермерам регіону Граубюнден використовувати у виробництві саме його вина.
У другій половині XIX століття вино, поряд з худобою, стало основним експортним товаром Ліхтенштейну. Виробництво вина в країні досягло свого піку в 1871 р., коли 790 акрів (3,2 км²) землі в країні було віддано під вирощування винограду.

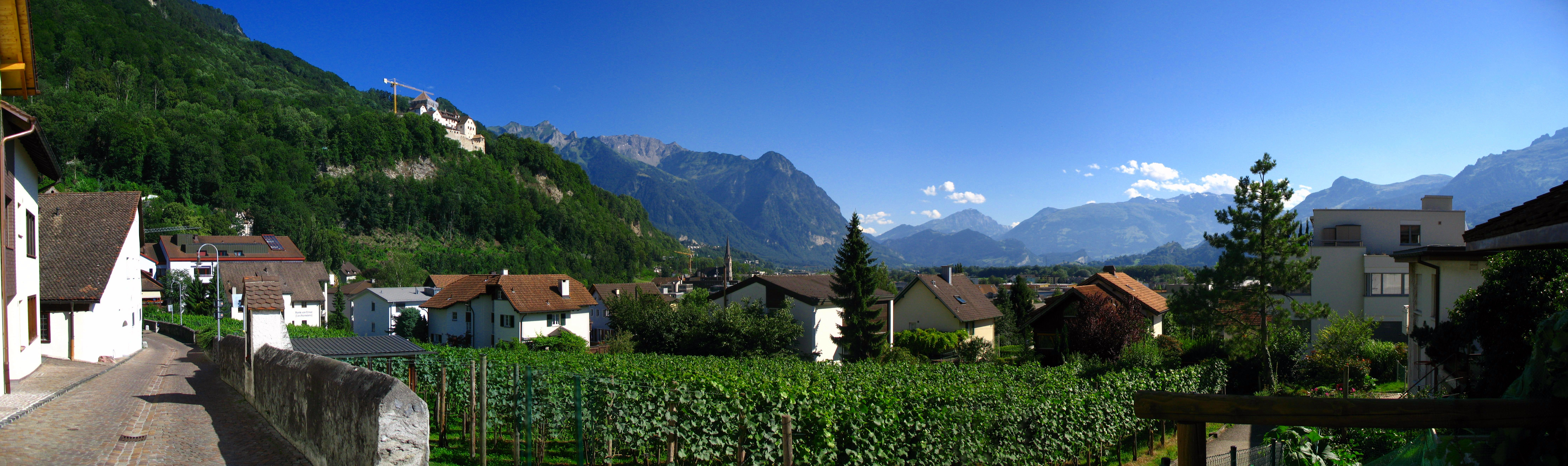
Виноградник біля Вадуца (вид з Міттельдорфу)

Однак до кінця століття конкуренція в виробництві вина сильно збільшилася, а погані врожаї і паразити в першій половині XX століття привели до краху виноградарства в регіоні і майже до повного його зникнення. Навіть спроби уряду з підтримки галузі шляхом введення обов'язкового обприскування сільськогосподарських культур ніяк не сприяли його відродженню. Хоча виробництво вина значно скоротилося, виноградарство все ж зберігало важливе значення в історії країни, про що символізує встановлений 31 липня 1932 р. герб Вадуца, на якому були зображені грона винограду. Поновлення виноградарства стало спостерігатися з 1970 р., а за даними 2008 р. у країні обробляється 64 акри землі під вирощуванням винограду (260000 м²).
У даний час найпопулярнішими сортами білих вин є «шардоне», «Мюллер-Тургау» і «ґевюрцтрамінер», а з червоних переважно «піно нуар», «цвайгельт» і «блуфранкіш». Найвисокогірніший виноградник країни знаходиться в селі Трізенберг в 850 метрах над рівнем моря, в якому вирощують французький експериментальний сорт «Леон Міллот».
| Прапор Ліхтенштейну | Це незавершена стаття про Ліхтенштейн. Ви можете допомогти проєкту, виправивши або дописавши її. |